# Зуи (Великолукский район)
Зуи — деревня в Великолукском районе Псковской области России. Входит в состав сельского поселения «Пореченская волость».
Расположена в 46 км к югу от райцентра Великие Луки и в 10 км к юго-западу от волостного центра Поречье.

## Население
Численность населения деревни по состоянию на 2000 год составляла 1 житель.